# Kurzagóra
Kurzagóra – ogólnodostępna bocznica szlakowa (dawniej też kolejowy przystanek osobowy) na linii nr 366 w Kurzej Górze, w województwie wielkopolskim, w Polsce. Otwarty w 1900, zamknięty dla ruchu pasażerskiego w 1991, dla ruchu towarowego w 1992.